# Adelphi Theatre

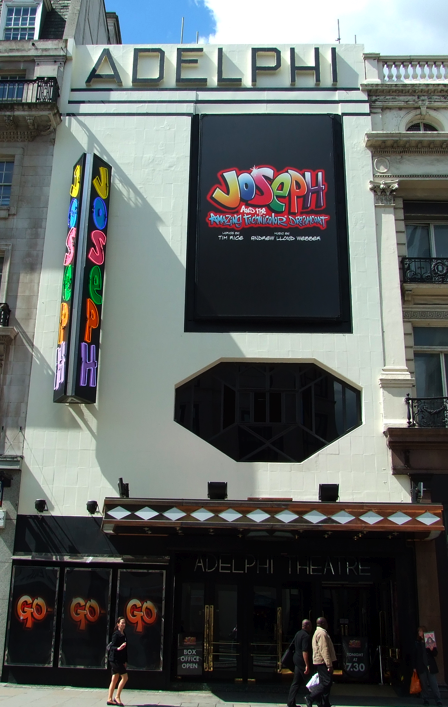
Adelphi Theatre

Adelphi Theatre är en teater med företrädesvis musikaler på programmet som är beläget i West End i London. På platsen har det funnits en teaterbyggnad sedan 1806 men den nuvarande byggnaden med plats för 1500 besökare uppfördes 1930. 

## Produktioner på senare tid
- My Fair Lady (25 oktober 1979 - 31 oktober 1981)
- Richard D'Oyly Carte (11 november 1981 - 27 februari 1982)
- The American Dream Machine (20 oktober 1982 - 1 december 1982)
- Marilyn (17 mars 1983 - 30 juli 1983)
- Poppy (12 november 1983 - 4 februari 1984)
- Lena Horne - The Lady and Her Music (6 augusti 1984 - 29 september 1984)
- Jungle Book (Djungelboken) (4 december 1984 - 12 januari 1985)
- Me and My Girl (12 februari 1985 - 16 januari 1993)
- Sunset Boulevard (25 augusti 1993 - 21 januari 1995)
- Damn Yankees (4 juni 1997 - 9 august, 1997)
- Chicago (19 november 1997 - )
- Evita (2006 - )